# Superboy (comic book)
Pour les articles homonymes, voir Superboy (homonymie).

Superboy est un comic book publié sous différentes versions depuis 1949 par la maison d'édition américaine DC Comics. Plus de 440 numéros ont été publiés. Centré autour du personnage de Superboy, c'est le second comic book dérivé d'un personnage secondaire de l'univers de Superman.
De nombreux auteurs américains ont travaillé pour cette publication comme les scénaristes Cary Bates, Otto Binder, E. Nelson Bridwell, Jerry Coleman, Paul Levitz, Karl Kesel, Jeff Lemire, Scott Lobdell ou les dessinateurs Bob Brown, Dave Cockrum, Mike Grell, George Papp, Al Plastino, Joe Staton, Kurt Schaffenberger, Tom Grummett, Jack Abel, Murphy Anderson, Josef Rubinstein, Bob Wiacek, Doug Hazlewood, etc.

## Liste des volumes
- Superboy, 230 numéros et un annuel (1949-1977)
- The New Adventures of Superboy, 54 numéros (1980-1984)
- Superboy, 22 numéros (1989-1991)
- Superboy, 102 numéros dont un numéro 0 et un numéro 1 000 000 (1994-2002)
- Superboy, 11 numéros (2010-2011)
- Superboy, 20 numéros (2011-)